# Denji Sentai Megaranger
Denji Sentai Megaranger (電磁戦隊メガレンジャー (Điện từ Chiến đội Megaranger) Denji Sentai Megarenjā), được dịch là Chiến đội Điện từ Megaranger, là seri truyền hình Super Sentai thứ 21 của Toei Company. Bản Mỹ hoá là Power Rangers In Space.

## Nhân vật

### Megaranger
Date Kenta (伊達 健太 (Y Đạt Kiện Thái)) - Mega Red (メガレッド Mega Reddo)

Các Megaranger

Là 1 cậu học sinh ngáo ngơ, vô tư, tính tình tự mãn, học hành điểm kém, hay đi học trễ. Nhưng lại khá mê gái. Cả bộ phim là quá trình trưởng thành của Kenta.
- Vũ khí: Drill Saber/Drill Sniper (ドリルセイバー/ドリルスナイパー Doriru Seibā/Doriru Sunaipā?)
- Tấn công: Saber Slash (セイバースラッシュ Seibā Surasshu?), Screw Drill Saber (スクリュードリルセイバー Sukuryū Doriru Seibā?)

Endō Kōichirō (遠藤 耕一郎 (Viễn Đằng Canh Nhất Lang)) - Mega Black (メガブラック Mega Burakku)
Là đội trưởng của Megaranger, chăm học, nghiêm túc, chơi thể thao giỏi, con người quy tắc, tính tình cứng ngắc.
- Vũ khí: Mega Rod/Rod Sniper (メガロッド/ロッドスナイパー Mega Roddo/Roddo Sunaipā?)
- Tấn công: Satellite Search, Satellite Scan,, Rod Break (ロッドブレいき Roddo Bureiki?), Miracle Shoot (ミラクルシュート Mirakuru Shūto?)

Namiki Shun (並樹 瞬 (Tịnh Thụ Thuấn)) - Mega Blue (メガブルー Mega Burū)
Tính tình hơi cộc. Cậu có niềm đam mê với máy tính, ước mơ trở thành 1 lập trình CG.
- Vũ khí: Mega Tomahawk/Tomahawk Sniper (メガトマホーク/トマホークスナイパー Mega Tomahōku/Tomahōku Sunaipā?)
- Tấn công: Tomahawk Hurricane (トマホークハリケーン Tomahōku Harikēn?), Virtual Vision

Jōgasaki Chisato (城ケ崎 千里 (Thành Khi Thiên Lý)) - Mega Yellow (メガイエロー Mega Ierō)
- Vũ khí: Mega Sling/Sling Sniper (メガスリング/スリングスナイパー Mega Suringu/Suringu Sunaipā?)
- Tấn công: Digicam Search, Galaxy Search, Blade Arm (ブレードアーム Burēdo Āmu?)

Imamura Miku (今村 みく (Kim Thôn Mỹ Cửu)) - Mega Pink (メガピンク Mega Pinku)
- Vũ khí: Mega Capture/Capture Sniper (メガキャプチャー/キャプチャースナイパー Mega Kyapuchā/Kyapuchā Sunaipā?)
- Tấn công: Telephone Search

Hayakawa Yūsaku (早川 裕作 (Tảo Xuyên Dụ Tác)) - MegaSilver (メガシルバー Mega Shirubā)
- Vũ khí: Silver Blazer (シルバーブレイザー Shirubā Bureizā?).
- Tấn công: Blazer Impact (ブレイザーインパクト Bureizā Inpakuto?).

### Đồng minh
- Tiến sĩ Kubota Eikichi (久保田 衛吉 博士 Kubota Eikichi-hakase?)

### Vũ khí
- Digitizer (デジタイザー Dejitaizā?). Thiết bị biến hình, với các mã số
  - 335: biến hình. (khẩu hiệu là "Install Megaranger!" (Cài đặt Mega ranger))
  - 259: Gọi Cyber Sliders.
  - 761: Gọi Digitank.
  - 108: Kích hoạt MegaShuttle.
  - 541: Bắt đầu định dạng Galaxy Mega.
- Mega Sniper (メガスナイパー Mega Sunaipā?). 
  - Drill Sniper Custom (ドリルスナイパーカスタム Doriru Sunaipā Kasutamu?).
- Multi Attack Rifle (マルチアタックライフル Maruchi Atakku Raifuru?).
- Battle Riser (バトルライザー Batoru Raizā?) thiết bị siêu biến hình, cho phép họ tăng cấp.
- Keitaizer (ケイタイザー Keitaizā?).
- Megatector (メガテクター Mega Tekutā?).

### Phương tiện
- Cyber Sliders (サイバースライダー Saibā Suraidā?): những chiếc xe dùng để di chuyển trong không gian.
  - Cyber Slider 1: MegaRed.
  - Cyber Slider 2: MegaBlack.
  - Cyber Slider 3: MegaBlue.
  - Cyber Slider 4: MegaYellow.
  - Cyber Slider 5: MegaPink.
- Digitank (デジタンク Dejitanku?).
- Auto Slider (オートスライダー Ōto Suraidā?): MegaSilver.

### INET Mecha
- Super Galaxy Mega (スーパーギャラクシーメガ Sūpā Gyarakushī Mega?).
  - GalaxyMega (ギャラクシーメガ GyarakushīMega?). 
    - MegaShip (メガシップ Mega Shippu?).
    - MegaShuttle (メガシャトル Mega Shatoru?).

  - Delta Mega (デルタメガ Deruta Mega?).
- Voyager Machines (ボイジャーマシン Boijā Mashin?).
  - Rovoyager-1 (ロボイジャー1 Roboijā Wan?).
  - Shuttle Voyager-2 (シャトルボウジャー2 Shatoru Boijā Tsū?).
  - Rocket Voyager-3 (ロケットボイジャー3 Roketto Boijā Surī?).
  - Saucer Voyager-4 (ソーサーボイジャー4 Sōsā Boijā Fō?).
  - Tank Voyager-5 (タンクボイジャー5 Tanku Boijā Faibu?).
- Mega Winger (メガウインガー Mega Uingā?).

## Vương quốc điện tử xấu xa Nejiregia
- Evil Electro-King Javious I (邪電王ジャビウス1世 Jadenō Jabiusu Issei?, 2-43).
- Dr. Hinelar (Dr.ヒネラー Dokutā Hinerā?).
- Guirail (ギレール Girēru?, 19-31).
- Shibolena (シボレナ Shiborena?, 1-50).
- Bibidebi (ビビデビ?).
- Nejiregia Mobile Commander Yugande (ユガンデ Yugande?, Warping).
- Evil Electric Squadron Nejiranger (邪電戦隊ネジレンジャー Jaden Sentai Nejirenjā?, 38-43, 48). 
  - NejiRed (ネジレッド Nejireddo?, 38-43, 48).
  - NejiBlack (ネジブラック Nejiburakku?, 38-43, 48).
  - NejiBlue (ネジブルー Nejiburū?, 38-41, 48).
  - NejiYellow (ネジイエロー Nejiierō?, 38-43, 48).
  - NejiPink (ネジピンク Nejipinku?, 38-40, 48).
- Hizumina (? Gingaman vs. Megaranger).
- Soldiers Kunekune (兵士クネクネ Heishi Kunekune?, Soldiers Wriggling).

### Quái thú biến dị
- Ei Nejire (エイネジレ Ei Nejire?, 2).
- Sai Nejire (サイネジレ Sai Nejire?, 3, 21).
- Chameleon Nejire (カメレオンネジレ Kamereon Nejire?, 4).
- Ebi Nejire (エビネジレ Ebi Nejire?, 5, 21).
- Zou Nejire (ゾウネジレ Zou Nejire?, 6).
- Hachi Nejire (ハチネジレ Hachi Nejire?, 7, 21).
- Koumori Nejire (コウモリネジレ Koumori Nejire?, 9-10).
- Bara Nejire (バラネジレ Bara Nejire?, 11).
- Mogura Nejire (モグラネジレ Mogura Nejire?) (12).
- Fukurou Nejire (フクロウネジレ Fukurou Nejire?, 15).
- Doukga Nejire (ドクガネジレ Dokuga Nejire?, 16, 21).
- Gama Nejire (ガマネジレ Gama Nejire?, 17, 21).
- Kinoko Nejire (キノコネジレ Kinoko Nejire?, 18).
- Sasori Nejire (サソリネジレ Sasori Nejire?, 19).
- Wani Nejire 1 & 2 (ワニネジレ1　&　2 Wani Nejire 1 & 2?, 20).
- Mukade Nejire (ムカデネジレ Mukade Nejire?, 21).
- Airjigoku Nejire (アリジゴクネジレ Arijigoku Nejire?, 22).
- Ankou Nejire (アンコウネジレ Ankou Nejire?, 23).
- Buffalo Nejire (バッファローネジレ Baffaroo Nejire?, 24).
- Utsubo Nejire (ウツボネジレ Utsubo Nejire?, 25).
- Semi Nejire (セミネジレ Semi Nejire?, 26).
- Sango Nejire (サンゴネジレ Sango Nejire?, 27).
- Shiroari Nejire (シロアリネジレ Shiroari Nejire?, 28).
- Buta Nejire (ブタネジレ Buta Nejire?, 29).

### Psycho-Nejilar
- Lion Nejilar (ライオンネジラー Raion Nejirā?, 33, MegaRanger vs. CarRanger).
- Yamaarashi Nejilar (ヤマアラシネジラー Yamaarashi Nejirā?, 34, MegaRanger vs. CarRanger).
- Kamakiri Nejilar (カマキリネジラー Kamakiri Nejirā?, 35, MegaRanger vs. CarRanger).
- Condor Nejilar (コンドルネジラー Kondora Nejirā?, 36, MegaRanger vs. CarRanger): A Psycho-Nejilar that could fly really fast and blast enemies with his beak lasers. First to be killed by Wing Mega Voyager. Was resurrected by Kani Nejilar, killed by the Mega Tector powered Megarangers.
- Canary Nejilar (カナリアネジラー Kanaria Nejirā?, 37).
- Tokage Nejilar (トカゲネジラー Tokage Nejirā?, 39, MegaRanger vs. CarRanger).
- Kani Nejilar (カニネジラー Kani Nejirā?, MegaRanger vs. CarRanger).
- Togebari Nejilar (トゲバリネジラー Togebari Nejirā?, 45).
- Maboroshi Nejilar (マボロシネジラー Maboroshi Nejirā?, 46).
- Tenso Nejilar (マボロシネジラー Tenso Nejirā?, 47).
- Jigoku Nejilar (ジゴクネジラー Jigoku Nejirā?, 49)m

### Neji Mecha
- Neji Crusher (ネジクラッシャー Neji Kurasshā?, 1-2)

### Khác
- Ultimate Lifeform (究極生命体 Kyūkyoku Seimeitai?, 13).

## Tập
1. Đánh chúng! Những kẻ xâm lược lẻn vào (ゆるすな! ねじれた侵略者 Yurusu na! Nejireta Shinryakusha?)
2. Hãy xem đây! Galaxy Mega của chúng ta (見てくれ! 俺たちのギャラクシーメガ Mite Kure! Oretachi no Gyarakushī Mega?)
3. Đừng đùa chứ!? Quái vật Nezire khổng lồ (マジかよ! でっかいネジレ獣 Maji ka yo! Dekkai Nejirejū?)
4. Đập tan! Cạm bẫy của Shiborena (砕くぞ! シボレナの罠 Kudaku zo! Shiborena no Wana?)
5. Kết liễu! Đây là tuyệt chiêu trong chiến trận (キメるぜ! これが裏技バトル Kimeru ze! Kore ga Urawaza Batoru?)
6. Làm được rồi! Tiến lên Digitank (やったね! 爆走デジタンク Yatta ne! Bakusō Dejitanku?)
7. Gì đây? Cô gái rình mò phiền phức (ナンなの? おっかけ迷惑娘 Nan na no? Okkake Meiwaku Musume?)
8. Không được thua! Thay đổi tính đồng đội (負けるか! 逆転チームワーク Makeru ka! Gyakuten Chīmuwāku?)
9. Tìm ra rồi! Ác quỷ trốn trong CD (あばくぞ! 魔物がひそむCD Abaku zo! Mamono ga Hisomu Shī Dī?)
10. Tạm biệt! Người máy bất hạnh (さよなら! 哀しみのアンドロイド Sayonara! Kanashimi no Andoroido?)
11. Nguy hiểm! Sự quyến rũ của hoa hồng (あぶない! 赤いバラの誘惑 Abunai! Akai Bara no Yūwaku?)
12. Thôi mà! Sensei lười biếng (こまるぜ! 我らがぐうたら先生 Komaru ze! Warera ga Gūtara Sensei?)
13. Dokidoki! Sensei như cơn gió (どきどき! 先生は風のように Dokidoki! Sensei wa Kaze no You ni?)
14. Giật mình! Hàng xóm là Nezirezia (びっくり! おとなりはネジレジア Bikkuri! Otonari wa Nejirejia?)
15. Thấy rồi! Cạm bẫy trường học thiên tài (見やぶれ! 天才高校のカラクリ Mi Yabure! Tensai Kōkō no Karakuri?)
16. Tệ rồi! Chúng ta sẽ chết sao? (激ヤバ! オレたち死ぬのか? Gekiyaba! Oretachi Shinu no ka??)
17. Quá cá tính!? Super Miku phi thường (すごすぎ! いけてるスーパーみく Sugosugi! Iketeru Sūpā Miku?)
18. Bảo vệ! Cậu bé bí ẩn trong khu rừng (守るぞ! 不思議な森の少年 Mamoru zo! Fushigi na Mori no Shōnen?)
19. Tung ra! Cú đấm tất sát kiên cường (打ちこめ! 不屈の必殺パンチ Uchikome! Fukutsu no Hissatsu Panchi?)
20. Trông cậy vào cậu! Robo mới Delta Mega (たのむぜ! 新ロボデルタメガ Tanomu ze! Shin Robo Deruta Mega?)
21. Ngay lúc này! Super Gattai mạo hiểm tính mạng (いまこそ! 命をかけた超合体 Ima Koso! Inochi o Kaketa Chō Gattai?)
22. Thoát ra! Mê cung ác quỷ (ぬけ出せ! 悪魔のラビリンス Nukedese! Akuma no Rabirinsu?)
23. Tại sao! Quả trứng của mình là quái vật Nezire (なんでだ! オレのたまごはネジレ獣 Nande da! Ore no Tamago wa Nejirejū?)
24. Độc chiến! Gương mặt mới màu bạc (独走! 銀色のニューフェイス Dokusō! Gin'iro no Nyū Feisu?)
25. Vừa kịp lúc! Giới hạn 2.5 phút (ギリギリ! タイムリミット2分半 Girigiri! Taimu Rimitto Nifunhan?)
26. Thật sao!? Kết thúc của Nezirezia (ホントか? ネジレジアの最期 Honto ka? Nejirejia no Saigo?)
27. Tiêu diệt! San hô ma chết chóc (けちらせ! 死を呼ぶ魔のサンゴ Kechirase! Shi o Yobu Ma no Sango?)
28. Giơ tay lên cao! Người bà bão tố (おてあげ! 爆裂おばあちゃん旋風 Oteage! Bakuretsu Obaachan Senpū?)
29. Muốn giảm cân! Chế độ ăn kiêng đáng nghi của Miku (やせたい! みくの怪しいダイエット Yasetai! Miku no Ayashii Daietto?)
30. Bùng nổ! Kết hợp tình bạn (サク烈! 友情のコンビネーション Sakuretsu! Yūjō no Konbinēshon?)
31. Ngăn hắn lại! Girell mất kiểm soát (止めるぜ! ギレールの暴走 Yameru ze! Girēru no Bōsō?)
32. Kết thúc rồi sao!? Tình thế tuyệt vọng của Galaxy Mega (終わりか!? 絶体絶命ギャラクシーメガ Owari ka!? Zettai Zetsumei Gyarakushī Mega?)
33. Ukiuki! Bạn gái từ mặt trăng (ウキウキ! 月から来た恋人 Ukiuki! Tsuki Kara Kita Koibito?)
34. Hãy xem đây! Cú sút thần kỳ của anh trai (見せるぜ! 兄貴のミラクルシュート Miseru ze! Aniki no Mirakuru Shūto?)
35. Vượt qua! Đại họa của Mega Silver (のりきれ! メガシルバー最大の危機 Norikire! Mega Shirubā Saidai no Kiki?)
36. Bay cao! Đôi cánh hy vọng trên bầu trời (はばたけ! 宇宙（そら）に舞う希望の翼 Habatake! Sora ni Mau Kibō no Tsubasa?)
37. Tại sao? Chisato có giọng ông già (どうして? 千里がオヤジ声 Dōshite? Chisato ga Oyaji Koe?)
38. Đáng sợ! Chiến đội xấu xa của Nezirezia (戦慄! ネジレジアの凶悪戦隊 Senritsu! Nejirejia no Kyōaku Sentai?)
39. Lộ tẩy! Thân phận của Mega Red (バレたぜ! メガレッドの正体 Bareta ze! Mega Reddo no Shōtai?)
40. Đáng sợ! Những cô gái xấu xa (コワいぜ! バッドな女たち Kowai ze! Baddo na Onnatachi?)
41. Sụp đổ! Kẻ khủng bố màu xanh Nezi Blue (キレてる! 青の恐怖ネジブルー Kirete 'ru! Ao no Kyōfu Neji Burū?)
42. Lật tẩy! Những kẻ theo dõi xấu xa (ふりきれ! 邪悪な追跡者 Furikire! Jaaku na Tsuisekisha?)
43. Không được thua! Trận chiến Giáng Sinh quyết định (負けない! 決戦はクリスマスイブ Makenai! Kessen wa Kurisumasu Ibu?)
44. Thư giãn đi! Thảm họa năm mới của Kenta (お気楽! 健太の年越し騒動 O-kiraku! Kenta no Toshikoshi Sōdō?)
45. Ngoan cố! Hineler đại phản công (しぶとい! ヒネラーの大逆襲 Shibutoi! Hinerā no Dai Gyakushū?)
46. Ngăn cản! Con tàu tới địa ngục (阻むぞ! 地獄への船出 Habamu zo! Jigoku e no Funade?)
47. Lao vào! Hineler City đáng sợ (とびこめ! 恐怖のヒネラーシティ Tobikome! Kyōfu no Hinerā Shiti?)
48. Đập tan! Tham vọng xấu xa của Hineler (つぶすぜ! ヒネラーの黒い野望 Tsubusu ze! Hinerā no Kuroi Yabō?)
49. Tuyệt vọng! Chúng ta bị căm ghét!? (絶望! 俺たちは嫌われ者!? Zetsubō! Oretachi wa Kiraware Mono?)
50. Hoành tráng! Siêu chiến binh đỏ rực Yugande (壮絶! 灼熱の超戦士ユガンデ Sōzetsu! Shakunetsu no Chō Senshi Yugande?)
51. Tóm lấy! Bằng tốt nghiệp của chúng ta (つかむぜ! 俺たちの卒業証書 Tsukamu ze! Oretachi no Sotsugyōshōsho?)

## Diễn viên
- Ōshiba Hayato: Date Kenta
- Ehara Atsushi: Endo Koichiro
- Masaya Matsukaze: Namiki Shun
- Eri Tanaka: Jogasaki Chisato
- Mami Higashiyama: Imamura Miku
- Shigeru Kanai: Hayakawa Yusaku
- Satoru Saitō: Kubota Eikichi
- Ryūzaburō Ōtomo: Javious (Voice)
- Asami Jō: Shibolena, Hizumina
- Tetsuo Morishita: Dr. Hinelar
- Seki Tomokazu: Bibidebi (Voice)
- Hirotaka Suzuoki: Yugande (Voice)
- Jinnai Tatsuyuki: Guirail (Voice)
- Toshiro Tantsu: NejiRed/NejiPhantom (Voice)
- Kunihiko Yasui: NejiBlack/NejiVulgar (Voice)
- Yoshiharu Yamada: NejiBlue/NejiBizzare (Voice)
- Masako Katsuki: NejiYellow/NejiSophia (Voice)
- Erina Yamazaki: NejiPink/NejiJealous (Voice)
- Hashimoto Takumi: Jiro

### Đóng thế
- Kazutoshi Yokoyama: MegaRed, Galaxy Mega, Super Galaxy Mega, Mega Voyager
- Jirō Okamoto: MegaBlack
- Seiji Takaiwa: MegaBlue, Delta Mega
- Yūichi Hachisuka: MegaYellow
- Naoko Kamio: MegaPink
- Motokuni Nakagawa: MegaPink
- Hideaki Kusaka: MegaSilver
- Naoki Ōfuji: Guirail/Mad Guirail, NejiRed

## Bài hát
Đầu
- "Denji Sentai Megaranger" (電磁戦隊メガレンジャー Denji Sentai Megarenjā?)
  - Lời: Saburo Yatsude
  - Sáng tác và biên tập: Keiichi Oku
  - Thể hiện: Naoto Fūga
  - Tập: 1-43, 45-50
- "Megaranger The Cyberdelix" (メガレンジャーザサイバーデリックス Megarenjā Za Saibāderikkusu?)
  - Lời: T.CRANE
  - Sáng tác và biên tập: Keiichi Oku
  - Thể hiện: Mickey
  - Tập: 44

Tập
- "Có phải chỉ là tưởng tượng?" (気のせいかな Ki no Sei kana?)
  - Lời: Saburo Yatsude
  - Sáng tác và biên tập: "Taka-Tora" (鷹虎?)
  - Thể hiện: Naoto Fūga
  - Tập: 1-21, 31-50
- "Bomb Dancing Megaranger" (Bomb Dancing メガレンジャー Bon Danshingu Megarenjā?)
  - Lời: Shoko Fujibayashi
  - Sáng tác và biên tập: Toshihiko Sahashi
  - Thể hiện: Hiroko Asakawa
  - Tập: 22-30